# Dichroplus misionensis
Dichroplus misionensis är en insektsart som beskrevs av Frédéric Carbonell 1968. Dichroplus misionensis ingår i släktet Dichroplus och familjen gräshoppor. Inga underarter finns listade i Catalogue of Life.